# Galantamina
Galantamina (do latim galantaminum) é um fármaco utilizado no tratamento da doença de Alzheimer, doença que provoca perda progressiva de memória e alterações comportamentais, de grau leve e moderado. Está aprovada para uso desde 10 de novembro de 2000 no Brasil. A substância ativa é derivada do vegetal alcaloide Galantus nivalis, sendo um inibidor da colinesterase.

## Efeitos secundários
A maioria dos efeitos colaterais da galantamina ocorrem com o aumento da dose administrada e vão desaparecendo conforme o organismo se acostuma. Os principais efeitos secundários correspondem a náuseas, vômitos, diarreia, dor abdominal e dispepsia.
Mais raramente, pacientes reclamam de tremor, batimentos cardíacos lentos e desmaio.

## Precauções
A segurança na utilização na amamentação e gravidez ainda não foi estabelecida. No caso da doença de Parkinson, os sintomas podem ser aumentados no uso de galantamina. Como causa relaxamento muscular, pode resultar em depressão respiratória na cirurgia. Inibidores de colinesterase podem interagir com o desempenho de fármacos anticolinérgicos e ao contrário. Devido ao enjoo e a sonolência, operar máquinas torna-se perigoso. Reações alérgicas ao princípio ativo e/ou sua formulação.

## Superdose
A superdose deste medicamento causa relaxamento muscular e fasciculações. Podem surgir diversos sinais da ação colinérgica. A atropina pode ser usada como antídoto.

## Nomes comerciais
- Reminyl
- Razadyne
- Razadyne ER